# Mühlwand
Mühlwand ist ein Ortsteil der Gemeinde  Limbach im Vogtlandkreis (Freistaat Sachsen). Die Siedlung entstand im 19. Jahrhundert auf Limbacher Ortsflur.

## Geografie

### Lage
Mühlwand befindet sich im Nordosten des Gebiets der Gemeinde Limbach. Der Ort liegt im Osten des Naturraumes Vogtland im sächsischen Teil des historischen Vogtlands. Mühlwand befindet sich im mittleren Göltzschtal. Während der Großteil der Siedlung am „Mühlwander Berg“ zu Limbach gehört, befindet sich das Alaunwerk in der Flur des Reichenbacher Ortsteils Rotschau und die Bünaumühle in der Flur des ebenfalls zu Reichenbach gehörigen Ortsteils Schneidenbach.

### Nachbarorte
|            | Rotschau                                    |               |
| Lauschgrün | Kompassrose, die auf Nachbargemeinden zeigt | Schneidenbach |
| Limbach    |                                             | Buchwald      |

## Geschichte
Die Ansiedlung Mühlwand an der alten Poststraße von Reichenbach im Vogtland nach Plauen wurde erst zu Beginn des 19. Jahrhunderts erstmals urkundlich erwähnt. Im Ortschaftenverzeichnis der Ämter des Königreichs Sachsen von 1816 findet Mühlwand die erste Aufnahme in ein amtliches Verzeichnis. Allerdings sind die im Ortsbereich befindlichen Gebäude der Bünaumühle und des Alaunwerks bereits ungefähr 300 Jahre älter.

### Die Bünaumühle
Nördlich der Mündung des Schneidenbachs in die Göltzsch und südlich der heutigen Ortslage von Mühlwand wurde im Jahr 1495 durch Günther von Bünau auf Elsterberg die Bünaumühle in der Schneidenbacher Flur errichtet. Sie ging aus einem mittelalterlichen Eisenhammer hervor und wurde im 17. Jahrhundert von den Bauern der benachbarten Orte zum Mahlen ihres Getreides genutzt. Im 19. Jahrhundert wurden in einem Teil der Mühle auch Spinnmaschinen aufgestellt. Eine Turbine sorgte um 1930 für elektrische Energie. Die Bünaumühle ist bis in die Gegenwart in Betrieb, allerdings wurde das baufällige Mühlrad vor einigen Jahren abgebrochen.
Um 1500 wurden in der Göltzsch in der Nähe der Bünaumühle Gold und verschiedene andere Mineralien aus den Flussablagerungen gewaschen. Die Goldwäsche trug den Namen „Goldener Phönix“.

### Das Alaunwerk Mühlwand

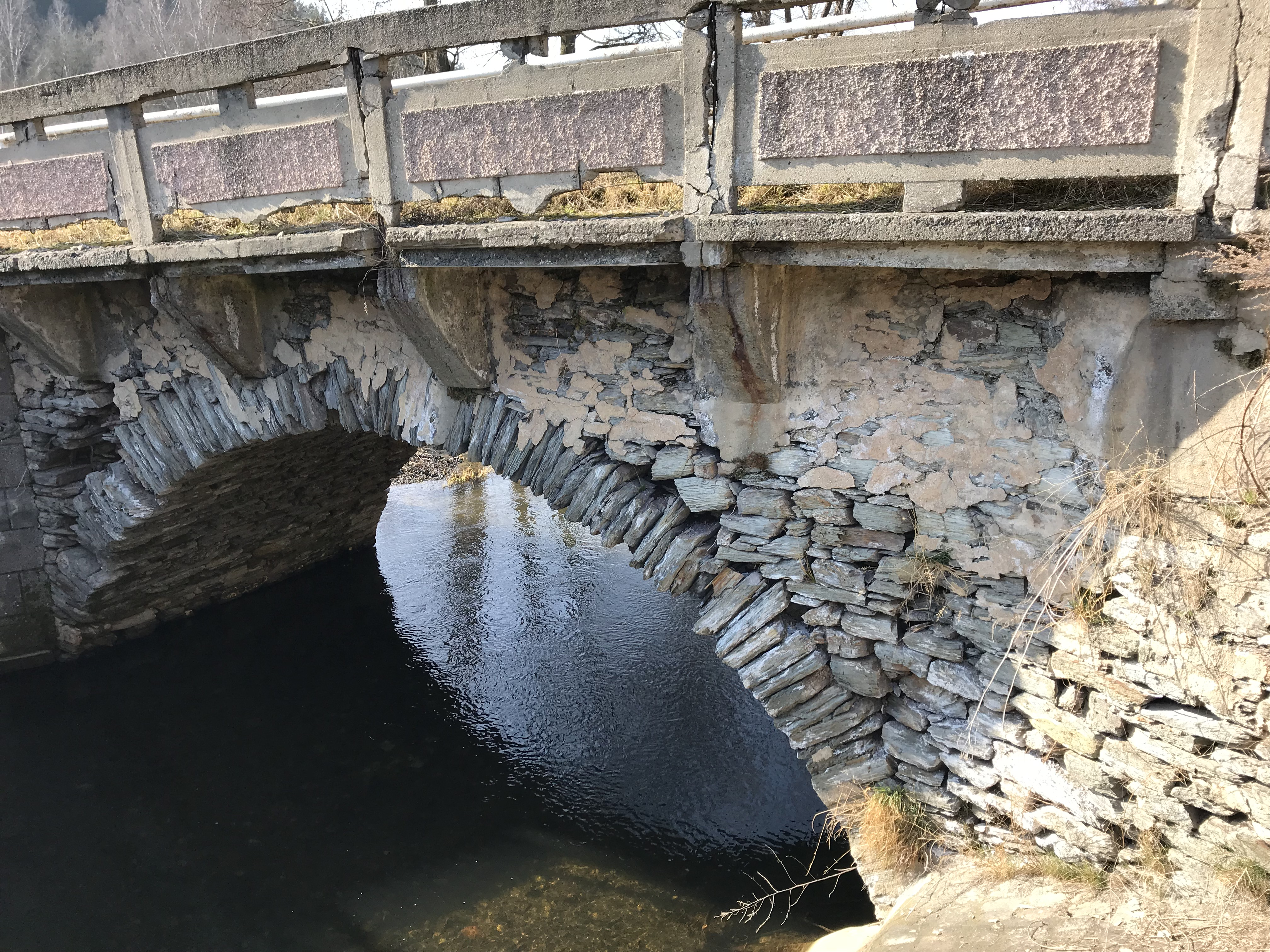
Die Egersche Brücke (hier 2018) wurde von Napoleon passiert und soll seit 2022 abgerissen werden.

Ende des 17. Jahrhunderts begann der Abbau des Mühlwander Alaunschiefers. Dazu erhielt der Reichenbacher Bergmeister Paul Döring im Jahr 1691 eine kurfürstliche Konzession. Weiterhin wurde ihm der Betrieb eines Alaun-, Vitriol-, und Schwefelwerks auf Rotschauer Flur erlaubt. Dieses verhüttete den Alaunschiefer zu Alaunsalz, weshalb die im 19. Jahrhundert in der Nähe des Werks gegründete Siedlung Mühlwand im Volksmund auch „die Hütt“ genannt wird. Im Jahr 1765 kam das Alaunwerk an den Kurfürsten von Sachsen, der es durch Pächter betreiben ließ. Bis zum Jahr 1800 wurden die Anlagen des Werks erneuert. Im Jahr 1806 überschritten napoleonische Truppen auf ihrem Weg nach Preußen und Thüringen in der Nähe des Alaunwerks die Göltzsch. Napoleon selbst passierte die Straße am 16. Mai 1812 und nochmals am 13. August 1813. Im Jahr 1826 wurden die Stollen und Schächte des Alaunwerks schrittweise geschlossen. Die bei der Verhüttung angefallene Alaunschlacke wurde in pulverisierter Form dem Mörtel beim Bau der Göltzschtalbrücke (1846–1851) beigemischt.
Nach dem Abbau der Siedeanlagen und dem Verkauf des Werkes an den Fleischhauer Benjamin Rahmig wurde das Gebäude im Jahr 1827 als Gasthaus eröffnet. An Stelle des einstigen Huthauses und nunmehrigen Gasthauses entstand nach dem Brand im Jahr 1853 die Gaststätte „Zum Alaunwerk“. Die Schieferhalden wurden ab 1914 durch den Mylauer Unternehmer Franz Leska zur Sandgewinnung abgebaut.
Im Jahr 1928 wies der Greizer Lehrer Leander Macht erstmals auf die Möglichkeit hin, dass im ehemaligen Mühlwander Alaunbergwerk ähnliche Attraktion verborgen sein könnte wie in den Saalfelder Feengrotten. Das schwere Hochwasser des Jahres 1954 legte erstmals die verschlossenen Stolleneingänge frei, wobei die Tropfsteine zum Vorschein kamen. Die ersten Arbeiten zur Erschließung des Schaubergwerks mussten nach wenigen Jahren wieder eingestellt werden. Nachdem die Tropfsteine im Jahr 1995 wiedergefunden wurden, erfolgte der Ausbau zum „Besucherbergwerk Alaunwerk Mühlwand“. Drei Jahre später erfolgte im Jahr 1998 die Gründung des Fördervereins „Tropfsteingrotte Alaunwerk Mühlwand-Reichenbach e. V.“. Weiterhin wurden die verschlämmten Stollen und Schächte aufwändig beräumt. Die Eröffnung des Besucherbergwerks erfolgte am 21. September 2001. Seitdem wird jährlich im September das Alaunwerksfest gefeiert. Das ehemalige Gasthaus „Zum Alaunwerk“ wurde im Jahr 2004 abgerissen.

### Die Siedlung Mühlwand

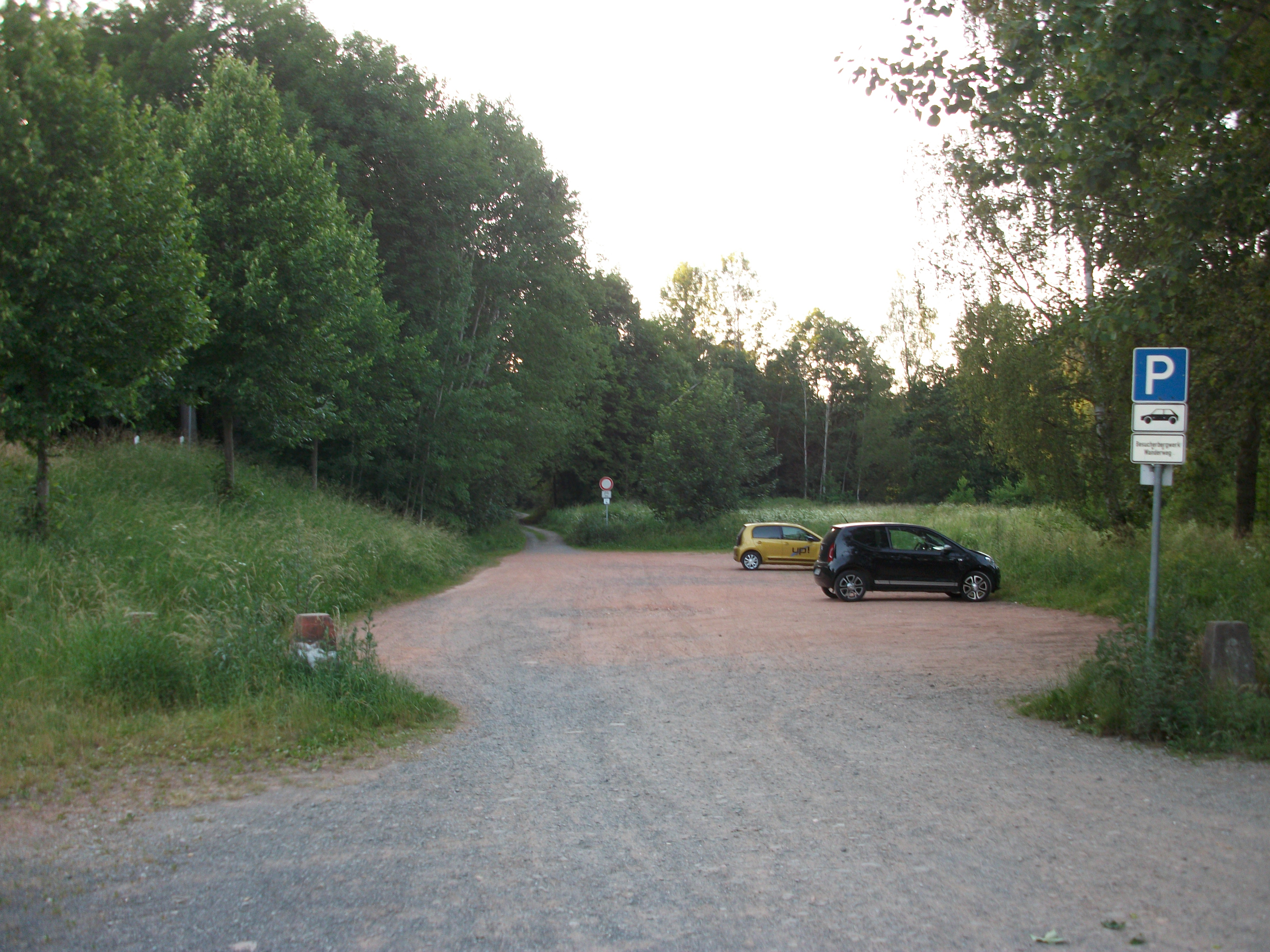
Ehemalige Haltestelle Mühlwand, heute als Parkplatz genutzt (2017)

Die Siedlung Mühlwand an der alten Poststraße von Reichenbach nach Plauen ist deutlich jünger als die Bünaumühle und das Alaunwerk. Erstmals wurde der Ort am Mühlwander Berg im Jahr 1816 erwähnt. Er entstand auf Limbacher Flur direkt an den hier aneinander grenzenden Fluren der Orte Rotschau und Schneidenbach, wodurch sich bis heute auch verschiedene politische und kirchliche Zugehörigkeiten der einzelnen Teile Mühlwands (Siedlung, Bünaumühle und ehemaliges Alaunwerk) ergeben. Das seit 1691 betriebene Alaunwerk Mühlwand gab dem Ort die volkstümliche Bezeichnung „de Hütt“. Es wurde im Jahr 1826 geschlossen. Günstige Wasser- und Straßenverhältnisse führten im 19. Jahrhundert zur Ansiedlung von Industrieunternehmen. Die „Kammgarnspinnerei J.G. Glass jun., Reichenbach“ wurde im Jahr 1854 gegründet. Sie wurde im Jahr 1947 in „Vogtländische Wollgarnspinnerei“ umbenannt. Im Jahr 1965 stellte sie den Betrieb ein.
Zwischen 1903 und 1966 hatte Mühlwand mit einer Haltestelle Anschluss an die Bahnstrecke Lengenfeld–Göltzschtalbrücke. Von dort aus besaß die Kammgarnspinnerei ein Anschlussgleis. Zwischen 1921 und 1981 fanden die „Mühlwander Bergrennen“ vom Alaunwerk zur „Schwarzen Tafel“ statt. Im Jahr 2004 lebte diese Tradition mit historischen Rennwagen und Motorrädern wieder auf.
Im Jahr 1839 wurde Mühlwand den neu gegründeten Schulbezirk Rotschau zugeschlagen. Der Schulbeirat war ein Mühlwander und 6 Rotschauer vertreten.
Mühlwand gehörte bis 1856 zum kursächsischen bzw. königlich-sächsischen Amt Plauen. 1856 wurde die in der Limbacher Flur gelegene Siedlung dem Gerichtsamt Treuen und 1875 der Amtshauptmannschaft Auerbach angegliedert.
Durch die erste Kreisreform in der DDR kam die Siedlung Mühlwand als Teil der Gemeinde Limbach im Jahr 1950 zum Kreis Plauen, wurde jedoch durch die zweite Kreisreform in der DDR im Jahr 1952 dem Kreis Reichenbach im Bezirk Chemnitz (1953 in Bezirk Karl-Marx-Stadt umbenannt) angegliedert.  Ab 1990 gehörte Mühlwand zum sächsischen  Landkreis Reichenbach und seit dem Jahr 1996 zum Vogtlandkreis. Das Alaunwerk auf Rotschauer Flur und die Bünaumühle auf Schneidenbacher Flur kamen hingegen durch Eingemeindung der Orte zur Stadt Reichenbach im Vogtland.

## Verkehr

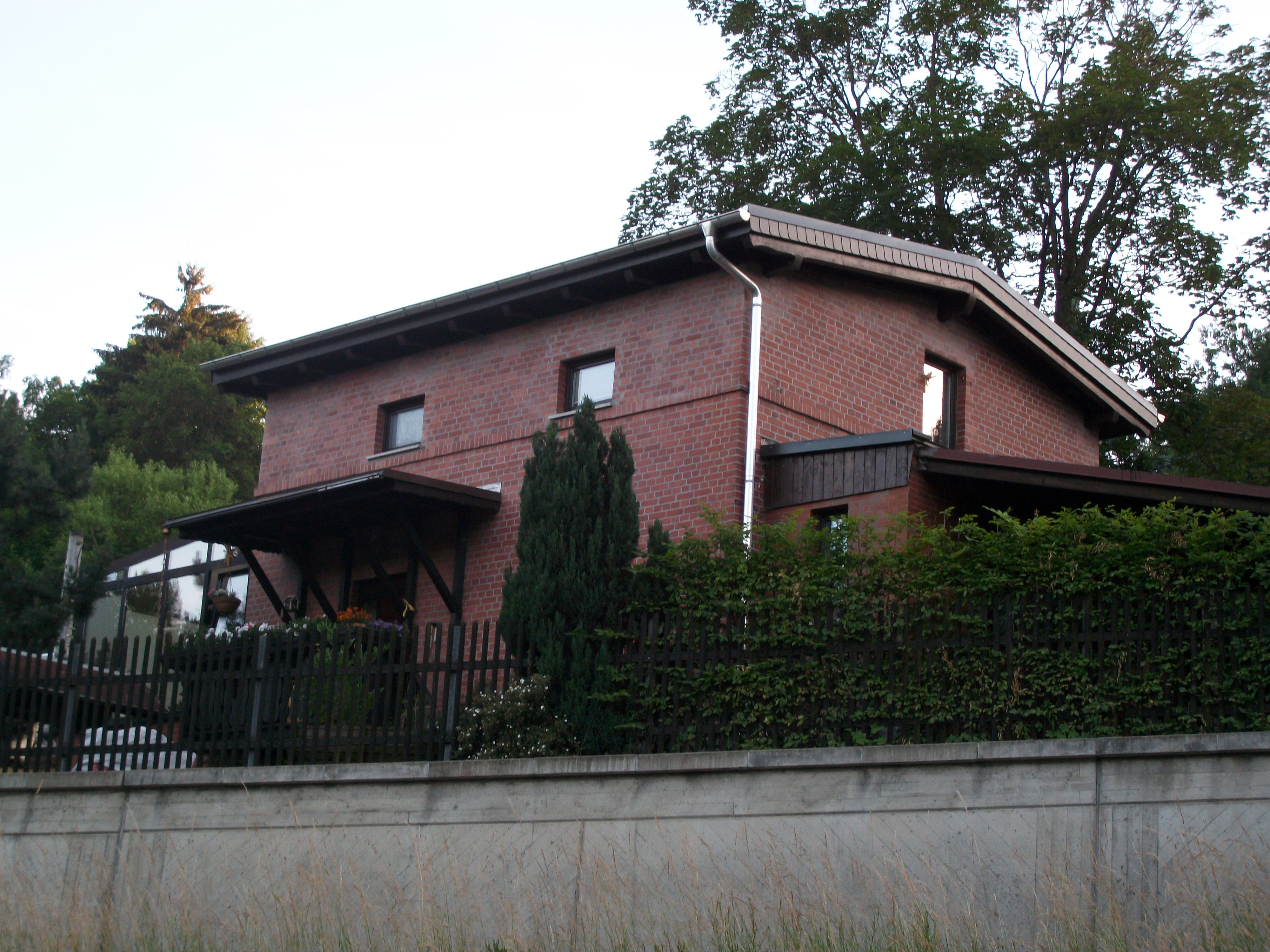
Ehemalige Haltestelle Mühlwand, Wohnhaus (2017)

Zwischen 1903 und 1966 hatte Mühlwand eine Haltestelle an der Bahnstrecke Lengenfeld–Göltzschtalbrücke. Seit 1999 führt auf der ehemaligen Trasse ein Radweg entlang. Das ehemalige Areal der Station dient heute als Parkplatz. Einzig das Wohnhaus des Bahnbediensteten erinnert heute noch an den einstigen Haltepunkt.

## Sehenswürdigkeiten
- Alaunwerk Mühlwand[8]